# او مرا کشت
او مرا کشت (انگلیسی: She Shot Me Down) آلبومی با صدای فرانک سیناترا است که در سال ۱۹۸۱ منتشر شد. تنظیم‌کننده آهنگ این ترانه گوردون جنکینز بود.